# 拿騷-威爾堡的亨麗埃特 (1780-1857)
拿騷-威爾堡的亨麗埃特（德語：Henriette von Nassau-Weilburg，1780年4月22日—1857年1月2日），拿騷-威爾堡親王卡爾·克里斯蒂安的女兒，母親是奧蘭治-拿騷的卡羅琳娜。

## 家庭
1797年，亨麗埃特與符騰堡的路德維希結婚，兩人共有1子4女：
1. 瑪麗亞·多蘿西亞（1797年—1855年），奧地利的約瑟夫大公夫人
2. 阿瑪莉埃（1799年—1848年），薩克森-阿爾滕堡公爵夫人
3. 保琳（1800年—1873年），符騰堡王后
4. 伊莉莎白·亞歷山德琳（1802年—1864年）
5. 亞歷山大（1804年—1885年）